# Nederlands-Vlaams Bijbelgenootschap

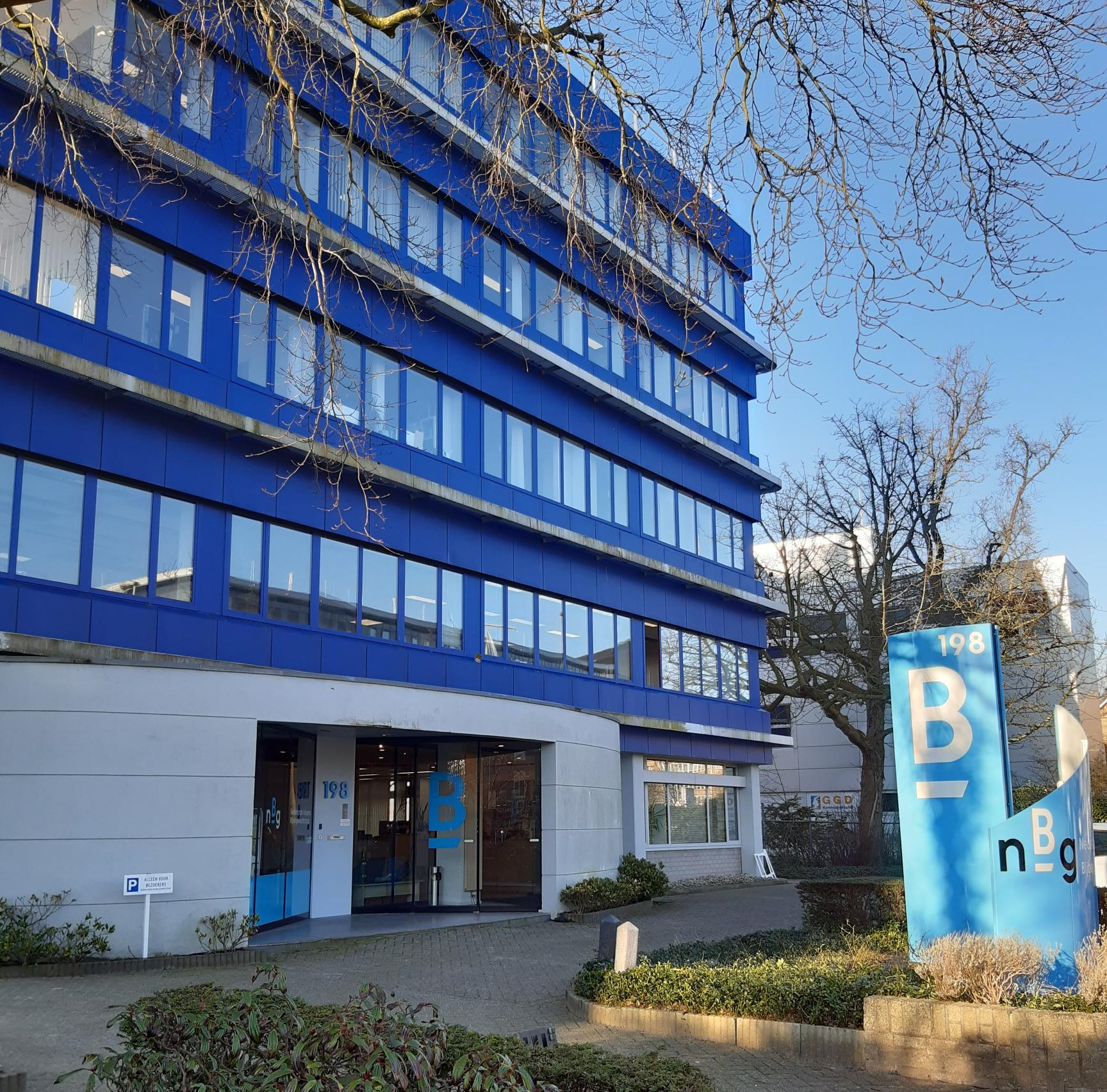
Verwaltungsgebäude der NBG in Haarlem

Die Nederlands-Vlaams Bijbelgenootschap (NBG) ist eine konfessionsübergreifende Bibelgesellschaft, die in den Niederlanden und im flämischsprachigen Teil Belgiens wirkt. Sie entstand 2021 durch den Zusammenschluss der Nederlands Bijbelgenootschap (deutsch Niederländische Bibelgenossenschaft oder Niederländische Bibelgesellschaft) in Amsterdam mit der Vlaams Bijbelgenootschap in Antwerpen (zuvor in Brügge). Ihr Ziel ist die Verbreitung der Bibel in Buchform und über das Internet. Die NBG hat Niederlassungen in Haarlem und in Antwerpen. Ihr Schirmherr ist König Willem-Alexander der Niederlande.

## Geschichte

### Nederlands Bijbelgenootschap
Angeregt durch die Gründung der British and Foreign Bible Society 1804 entstanden nach den Napoleonischen Kriegen in vielen Ländern Europas Bibelgesellschaften. Die Nederlandsch Bijbel Genootschap wurde am 29. Juni 1814 in Amsterdam gegründet, als sich mehrere lokale Bibelgesellschaften zusammenschlossen.
Zunächst kaufte die Bibelgenossenschaft bei den großen Bibeldruckereien, die sich in der Bijbelcompagnie zusammengeschlossen hatten, Bibeln ein, um sie kostenlos an Bedürftige und Mittellose zu verteilen. Im Jahr 1847 wurde beschlossen, dass die Organisation auch selbst Bibeln herausgab.
Schon kurz nach ihrer Gründung begann die Niederländische Bibelgenossenschaft, Bibelübersetzungen auch in den Sprachen der ostindischen Kolonien zu drucken. So wurde 1821 eine malaiische Bibel aus dem 18. Jahrhundert neu aufgelegt, eine Bibelübersetzung in die javanische Sprache folgte 1854.
Im August 1939 fand anlässlich des 125-jährigen Bestehens der NBG ein Kongress von Bibelgesellschaften aus der ganzen Welt statt. Da fünf Tage nach dem Ende des Kongresses der Zweite Weltkrieg begann, konnte die seinerzeit beschlossene Zusammenarbeit erst 1946 durch die Gründung der United Bible Societies verwirklicht werden, an deren Arbeit die NBG seither Anteil nimmt.

### Vlaams Bijbelgenootschap
Nachdem Belgien 1830 von den Niederlanden unabhängig wurde, gründete sich dort 1836 die Belgische en Buitenlandse Bijbelgenootschap. Diese konnte sich jedoch gegen regionale Bibelverbreiter nicht durchsetzen und verschwand nach dem Ersten Weltkrieg. Erst infolge der Gründung der United Bible Societies 1946 entstand eine neue Belgisch Bijbelgenootschap (BBG), die bis 1995 bestand und eng mit der Nederlands Bijbelgenootschap zusammenarbeitete.
Im Jahr 1995 wurde die Belgisch Bijbelgenootschap reorganisiert und bestand nun aus einer französisch- und einer niederländischsprachigen Abteilung, wobei die BBG die Dachorganisation für die Vlaams Bijbelgenootschap und die Société biblique francophone de Belgique bildete. Aufgrund wirtschaftlicher Schwierigkeiten und angesichts einer zunehmenden Standardisierung der niederländischen Sprache schloss sich die Vlaams Bijbelgenootschap 2021 mit der Nederlands Bijbelgenootschap zusammen.

## Organisation
Die Vereinigung (niederländisch Vereniging) ist im Handelsregister eingetragen. Sie wird geleitet von einem bestuur (Vorstand), dessen Vorsitzende Karin van den Broeke ist. Daneben besteht eine ständige Vertretung der Mitglieder und Spender unter der Bezeichnung Ledenraad, dieser umfasst sieben Mitglieder. Die Interessen der belgischen Mitglieder werden vom Vlaamse adviesraad (Flämischer Beirat) vertreten, der den Vorstand und das Management berät.

## Bibelausgaben
- Herziene Statenvertaling (historische Übersetzung aus dem 17. Jahrhundert)
- NBG-Vertaling (1951)
- Groot Nieuws Bijbel (Alltagssprache, 1983)
- NBV21 (Nieuwe Bijbelvertaling voor het 21ste eeuw, 2004)
- Bijbel in Gewone Taal (Niederländische Standardsprache, 2014)
- Houlik Bibel (Westfriesisch)